# شترچه
شترچه یا ویکونیا (vicuña) جانوری از راسته جفت‌سُمان است.
این جانور گونه‌ایی لاما است که در بلندی‌های کوهستان آند در آمریکای جنوبی زندگی می‌کند. از دیگر لاماها کوچک‌تر است. شترچه نیای وحشی آلپاکاهای اهلی است. شترچه یکی از نرم‌ترین و گران‌ترین کرک‌ها را دارد و در زمان اینکاها ارزش زیادی برای آن‌ها قائل بودند و تنها شاهان اینکا اجازه پوشیدن جامه‌های بافته‌شده با پشم شترچه را داشتند. در سال ۱۹۷۴ تعداد شترچه‌های باقی‌مانده به حدود ۶ هزار نفر رسیده‌بود که این جانور در آن سال در فهرست جانوران در حال انقراض قرار گرفت و حفاظت شد. امروزه تعداد آن‌ها به حدود ۳۵۰ هزار رأس رسیده است.

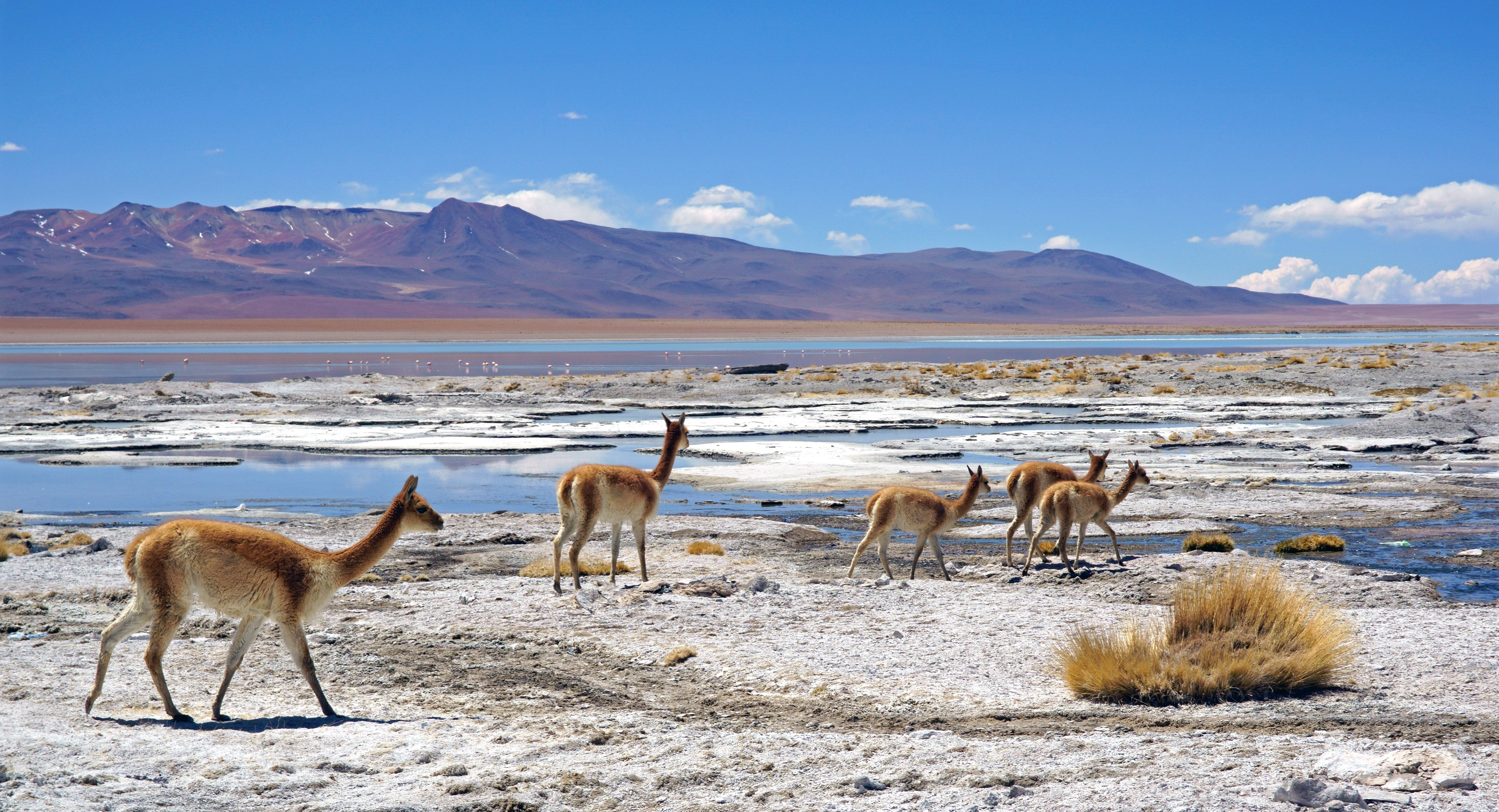
نگاره‌ای پهن از شترچه‌های نمک‌زار سالار دِ چالویری در استان سور لیپز، بولیوی

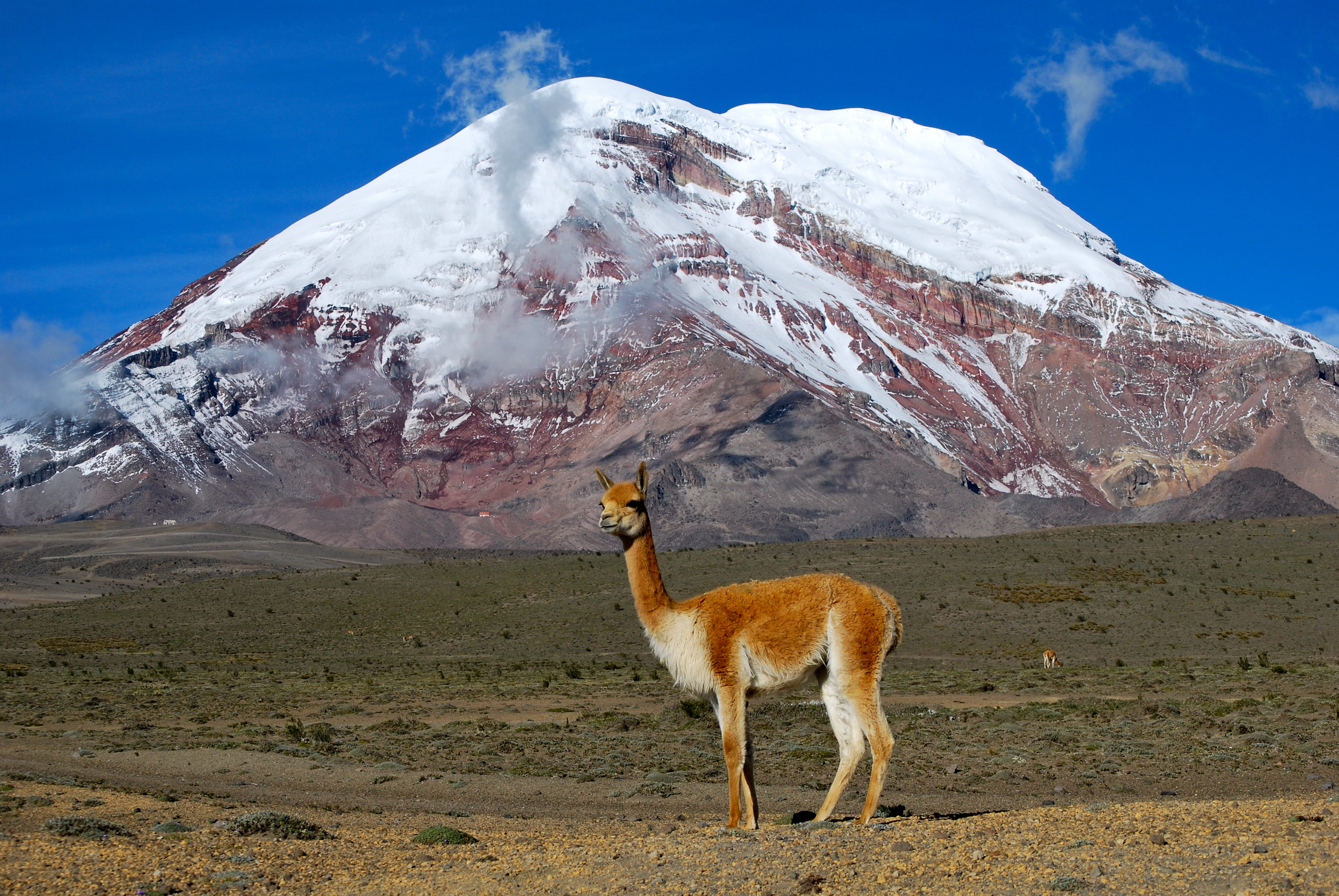
یک شترچه در آتشفشان چیمبورازو